# Црква Светог великомученика Георгија у Луковској бањи
Црква Светог великомученика Георгија у Луковској бањи, насељеном месту на територији општине Куршумлија, припада Епархији нишкој Српске православне цркве. Црква је подигнута 2009. године и посвећена је Светом великомученику Георгију.
Храм је саграђен на високој стени која се подиже изнад Бање. Исте године је руком Епископа нишког господина Иринеја храм је освећен. Посебан допринос изградњи и уређењу овог храма има предузеће А.Д. „Планинка” из Куршумлије. Храм је једним делом живописан. 